# Руссо, Эжен
Эжен Руссо (фр. Eugène Rousseau; 14 ноября 1805, Сен-Дени — 1870, Париж) — французский шахматист.
В 1867 году участвовал в 1-м международном турнире, проходившем в Париже.

## Спортивные результаты
| Год  | Город        | Соревнование                                     | + | −  | = | Результат | Место |
| ---- | ------------ | ------------------------------------------------ | - | -- | - | --------- | ----- |
| 1845 | Новый Орлеан | Матч против Чарлза Стэнли за звание чемпиона США | 8 | 15 | 8 | 12 из 31  |       |
| 1867 | Париж        | 1-й международный турнир                         | 5 | 19 | 0 | 5 из 24   | 12—13 |